# La città prigioniera
La città prigioniera (Brasil: Os Heróis Também Matam ) é um filme italiano de 1962, em preto e branco, dos gêneros drama e guerra, dirigido por Joseph Anthony, roteirizado por Eric Bercovici, Marc Brandel e Guy Elmes, baseado no livro de John Appleby, música de Piero Piccioni.

## Sinopse
Fim da segunda guerra, Atenas, grupo multinacional de pessoas, civis e militares, refugiam-se dos ataques de um grupo rebelde em um hotel, entre eles revela-se um traidor.

## Elenco
- David Niven ....... Major Peter Whitfield
- Lea Massari ....... Lelia Mendores
- Ben Gazzara ....... Capitão George Stubbs
- Michael Craig ....... Capitão Robert Elliott
- Martin Balsam ....... Joseph Feinberg
- Daniela Rocca ....... Doushka
- Clelia Matania ....... Climedes
- Giulio Bosetti ....... Narriman
- Percy Herbert ....... Sargento Major Reed
- Ivo Garrani ....... Mavroti
- Odoardo Spadaro ....... Janny Mendoris
- Roberto Risso ....... Loveday
- Venantino Venantini ....... General Ferolou
- Carlo Hinterman ....... Sargento (como Carlo Hintermann)
- Adelmo Di Fraia ....... Andrea